# Společnost pod dohledem
Téma společnosti pod dohledem je v České republice relativně málo známé a nepříliš diskutované. Pokud je již toto téma probíráno, nahlíží se na něj jako na relativně novodobý fenomén. Nicméně opak je pravdou. Snaha kontrolovat, sledovat a dohlížet tu s člověkem byla od pradávna, ať už ve formě vojenských zvědů, agentů v přestrojení, čtení cizí pošty či ve formě policie dohlížející na veřejný pořádek. Aby v těchto pojmech a přístupech bylo jasno, je potřeba rozebrat pojem „společnost pod dohledem“ na jeho jednotlivé komponenty.

## Dohled
Dohled, anglicky surveillance, značí významy jako hlídat, dohlížet, střežit. Již samotný překlad tohoto pojmu nabízí různé výklady a významy společnosti pod dohledem. Ve smyslu významu hlídat nabízí společnost pod dohledem možnost ohlídat si svůj majetek nebo dokonce své blízké. V praxi to potom může být klidně i hlídací pes, bezpečnostní systém nainstalovaný do domu, kamera snímající vchodové dveře nebo parkovací místo. Ve smyslu dohlížet se pak nabízí jakýsi morální význam věci. Když na dítě dohlížejí jeho rodiče, prarodiče nebo chůvy, dohlížejí na to, aby neprovádělo neplechy, zároveň se ale tento význam mísí s formou snahy hlídat a ochránit. Ve významu střežit potom společnost pod dohledem nabízí právě jakousi ochranu a bezpečí. To je střeženo například policisty v ulicích, kamerovými systémy a dalšími bezpečnostními opatřeními.
Je tedy důležité říci, že ačkoli je na společnost pod dohledem nahlíženo často jako na zcela negativní jev, není tomu vždy tak. Jako prostředek či idea zastává společnost pod dohledem relativně neutrální morální pozici, a záleží zejména na lidech a jejich vlastních motivacích, zda se ze společnosti pod dohledem v jejich rukou stává věc prospěšná, nebo věc nebezpečná.

## Společnost pod dohledem
Slovníková definice společnosti pod dohledem je relativně jasná. Jedná se o „rozšiřující se dohled nad veškerou populací nebo jejím podstatným zlomkem“. Aby bylo možné proniknout do podstaty věci, je nutné se nejprve podívat na historický vývoj společnosti pod dohledem.
Vývoj a obecně vzestup společnosti pod dohledem je, jak již bylo zmíněno výše, chápán jako relativně moderní fenomén, a to zejména díky vývoji moderních technologií v posledních několika desetiletích. Ačkoli i v historii existovaly snahy o sledování a kontrolu populace či nepřátel, pravdou zůstává, že až rozvoj moderní techniky k tomu poskytl nástroj tak dokonalý, o jakém se člověku před dvěma stoletími ani nesnilo. S vývojem počítačové techniky kolem sedmdesátých let se tyto stroje dostávaly do každodenního života, zprvu do zaměstnání, později dokonce do soukromí vlastních domovů. Tyto stroje nabízejí jednak neskutečné usnadnění práce, jednak ale nabízejí nevídané prostředky dohledu a získávání, či takřka dolování informací o jejich uživateli. Nutno opět podotknout, že to není pouze vina jakési tajemné, zákeřné entity, snažící se z nás vyždímat informace za každou cenu, zejména v kontextu posledního desetiletí – až zarážející množství informací totiž lidé o sobě poskytují sami, zcela dobrovolně a vědomě.

## Dělení a definice pojmů
Existuje mnoho sfér, prostředků a motivací ke společnosti pod dohledem. Tímto tématem se zabýval i David Lyon, který dělí oblasti dohledu na následující:
- armáda a zpravodajské služby
- státní administrativa
- pracovní prostředí
- policie a kontrola kriminality
- spotřeba, marketing a média

Tento dohled může pak nadále probíhat dvěma formami, technologickou a netechnologickou. Netechnologická forma je formou starší, takzvaný dohled „tváří v tvář“, nebo „fyzický dohled“. Jedná se zpravidla o sledování jedné osoby osobou další, například při policejním vyšetřování, při najmutí soukromého detektiva, nebo dokonce v každodenních situacích, například když poskytneme informace dotazujícímu prodavači na ulici, atd. Forma technologická je právě formou moderní a jejím následkem je právě tak markantní rozvoj společnosti pod dohledem oproti jiným dobám.